# Protapanteles inclusus
Protapanteles inclusus är en stekelart som först beskrevs av Julius Theodor Christian Ratzeburg 1844.  Protapanteles inclusus ingår i släktet Protapanteles och familjen bracksteklar. Inga underarter finns listade i Catalogue of Life.